# Dreamarena
Dreamarena era um serviço de jogos on-line gratuito fornecido com todos os consoles Dreamcast da Sega na Europa. Como o console tinha um modem embutido de 33,6 kbit/s embutido (56 kbit/s nos EUA), era um serviço de discagem. Este foi criado e operado pela Sega Europe por uma parceria entre ICL, BT e vários ISPs (a ICL desenvolveu os sites e softwares, com a BT fornecendo recursos dial-up e infraestrutura de rede, e ISPs (um para cada país) fornecendo Conexão discada à Internet e serviço telefônico). O serviço era gratuito, e os servidores de jogos hospedados dentro dele não poderiam ser acessados da Internet. O Dreamarena funcionou até o começo de março de 2003.
Embora as pessoas pudessem mudar as configurações do ISP graças aos jogos online americanos, como o Quake III Arena, os navegadores DreamKey 1.0 e 1.5 do Dreamcast europeu não permitiam que os usuários inserissem suas próprias configurações de ISP. Após o término do Dreamarena, a Sega ofereceu o envio gratuito do DreamKey 3.0/3.1 do site da Sega-Europe, permitindo que os usuários substituíssem o ISP Dreamarena pelo seu próprio ISP para continuar a navegar na web e jogar jogos online. No entanto, atualmente, o Dreamkey 3.0 foi descontinuado e não está mais disponível no site da SEGA Europe.
O equivalente americano do serviço foi a SegaNet. Alguns jogos também utilizaram o GameSpy para modos multiplayer.